# جان گلینکر
جان گلینکر (انگلیسی: Jan Glinker؛ زادهٔ ۱۸ ژانویهٔ ۱۹۸۴) بازیکن فوتبال اهل آلمان است.
از باشگاه‌هایی که در آن بازی کرده‌است می‌توان به باشگاه فوتبال یونیون برلین و باشگاه فوتبال ماگدبورگ ۱ اشاره کرد.